# Amos Gustine
Amos Gustine (* 1789 in Pennsylvania; † 3. März 1844 in Jericho Mills, Pennsylvania) war ein US-amerikanischer Politiker. Zwischen 1841 und 1843 vertrat er den Bundesstaat Pennsylvania im US-Repräsentantenhaus.

## Werdegang
Über die Jugend und Schulausbildung von Amos Gustine ist nichts überliefert. Später wurde er Vorstandsmitglied der Firma Mifflin Bridge Co. Zwischen 1831 und 1834 war er Sheriff im Juniata County. Im Jahr 1832 erhielt er den Bauauftrag für das erste Gerichtsgebäude in Mifflintown. In dieser Stadt wurde er 1833 in den Gemeinderat gewählt. Im selben Jahr wurde er im Handel tätig; ab 1837 war er Kämmerer im Juniata County. Politisch schloss er sich der Demokratischen Partei an.
Nach dem Selbstmord des Abgeordneten William Sterrett Ramsey wurde Gustine bei der fälligen Nachwahl in das US-Repräsentantenhaus in Washington, D.C. gewählt, wo er am 4. Mai 1841 sein neues Mandat antrat; zwischenzeitlich hatte es Charles McClure für den Rest der vorherigen Legislaturperiode ausgeübt. Gustine verblieb bis zum 3. März 1843 im Kongress. Diese Zeit war von den Spannungen zwischen Präsident John Tyler und den Whigs belastet. Außerdem wurde damals bereits über eine mögliche Annexion der seit 1836 von Mexiko unabhängigen Republik Texas diskutiert.
Nach dem Ende seiner Zeit im US-Repräsentantenhaus arbeitete Amos Gustine in der Landwirtschaft und im Mühlengeschäft. Er starb am 3. März 1844, genau ein Jahr nach seinem Ausscheiden aus dem Kongress, in Jericho Mills und wurde in Mifflintown beigesetzt.